# Гросхайрат
Гросхайрат (нем. Großheirath) — община в Германии, в федеральной земле Бавария.
Подчиняется административному округу Верхняя Франкония. Входит в состав района Кобург. Население составляет 2569 человек (на 31 декабря 2010 года). Занимает площадь 22,27 км².
Коммуна подразделяется на 6 сельских округов.

## Население
По оценке на 31 декабря 2015 года население общины Гросхайрат составляет 2569 чел. 

| Дата      | 1840 | 1871 | 1900 | 1925 | 1939 | 1950 | 1961 | 1970 | 1987 | 2011 |
| --------- | ---- | ---- | ---- | ---- | ---- | ---- | ---- | ---- | ---- | ---- |
| Население | 1515 | 1609 | 1378 | 1421 | 1387 | 2182 | 1968 | 2113 | 1877 | 2597 |

| Год       | 1960 | 1970 | 1980 | 1990 | 2000 | 2009 | 2010 | 2011 | 2012 | 2013 | 2014 | 2015 |
| --------- | ---- | ---- | ---- | ---- | ---- | ---- | ---- | ---- | ---- | ---- | ---- | ---- |
| Население | 1942 | 2100 | 1989 | 1958 | 2473 | 2594 | 2569 | 2610 | 2598 | 2543 | 2527 | 2569 |